# Final da Copa do Brasil de Futebol de 1989
A Final da Copa do Brasil de Futebol de 1989 foi a decisão da primeira edição desta competição. Foi realizada em duas partidas, com mando de campo alternado entre as duas equipes participantes, Grêmio e Sport.

## Primeira partida
| 26 de agosto | Sport | 0 – 0 | Grêmio | Estádio da Ilha do Retiro, Recife             |
| 16:00        |       |       |        | Público: 36 117 Árbitro: José de Assis Aragão |

| Sport no jogo de Ida | Grêmio |

| SPORT          |                 |                  |
|                |                 |                  |
| G              |                 | Rafael Cammarota |
| LD             |                 | Betão            |
| ZA             |                 | Márcio Alcântara |
| ZA             |                 | Aílton           |
| LE             |                 | Aírton           |
| MC             |                 | Rogério          |
| MC             |                 | Lopes            |
| MC             | Substituído     | André            |
| MC             | Entrou em campo | Joécio           |
| MC             |                 | Barbosa          |
| AT             | Entrou em campo | Ismael           |
| AT             | Substituído     | Marcos Vinícius  |
| AT             |                 | Édson            |
| Técnico:       |                 |                  |
| Nereu Pinheiro |                 |                  |

| GRÊMIO FBPA:   |                 |              |
|                |                 |              |
| G              |                 | Mazarópi     |
| LD             | Substituído     | Alfinête     |
| LD             | Entrou em campo | Trasante     |
| Z              |                 | Luís Eduardo |
| Z              |                 | Edinho       |
| LE             |                 | Hélcio       |
| V              |                 | Jandir       |
| V              |                 | Lino         |
| MC             |                 | Cuca         |
| MC             |                 | Assis        |
| A              | Substituído     | Nando        |
| A              | Entrou em campo | Almir        |
| A              |                 | Paulo Egídio |
| Técnico:       |                 |              |
| Cláudio Duarte |                 |              |

## Premiação
| Copa do Brasil de 1989   |
| ------------------------ |
| Grêmio Campeão 1º título |